# Narcla

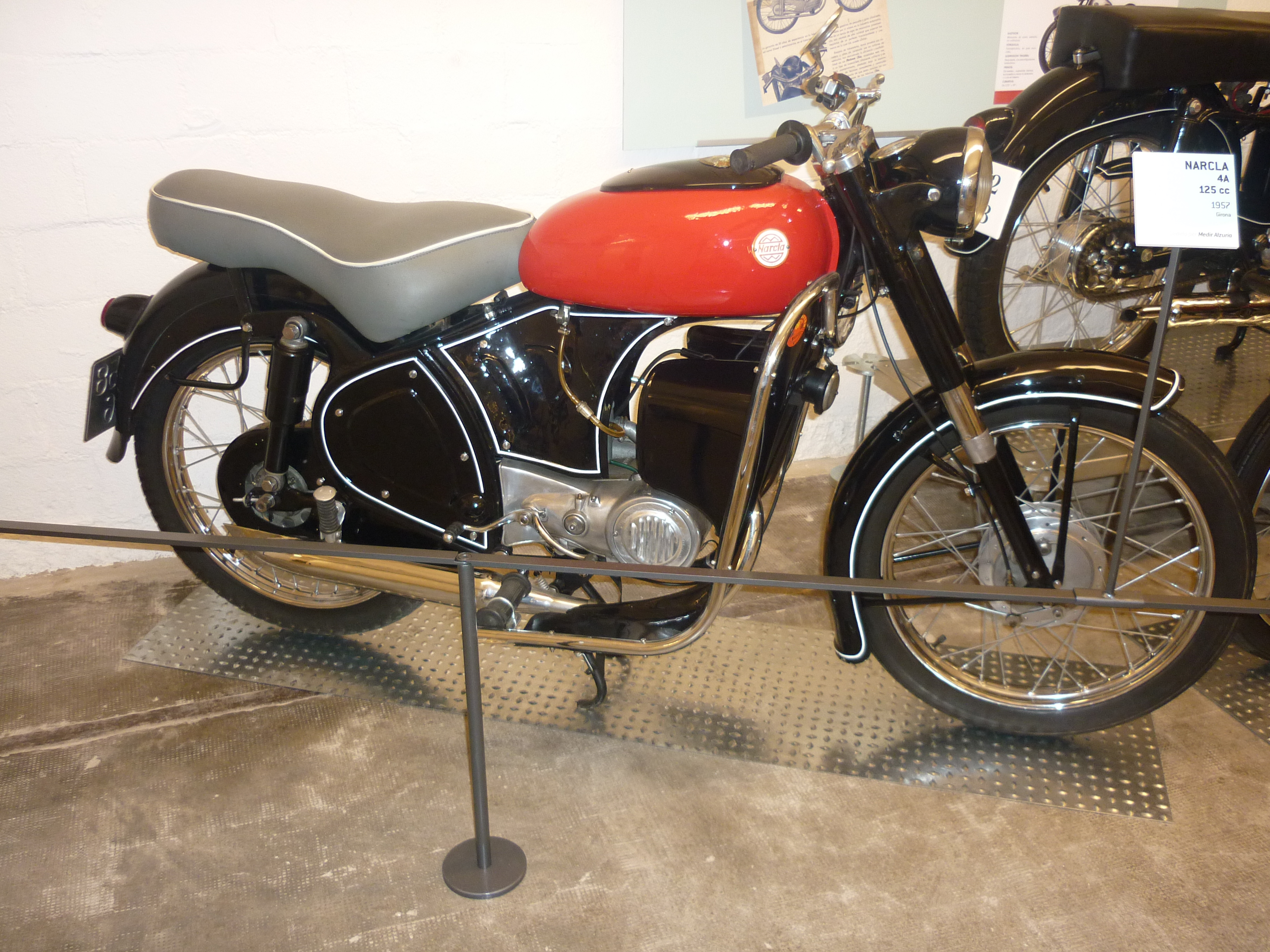
Narcla 4-A 125cc, 1957

Narcla is een historisch merk van motorfietsen.
Narcla Industrias Narcla S.L, Gerona was een Spaans merk dat van 1950 tot 1960 124cc-motorfietsen bouwde. 